# Кошри, Луи-Адольф

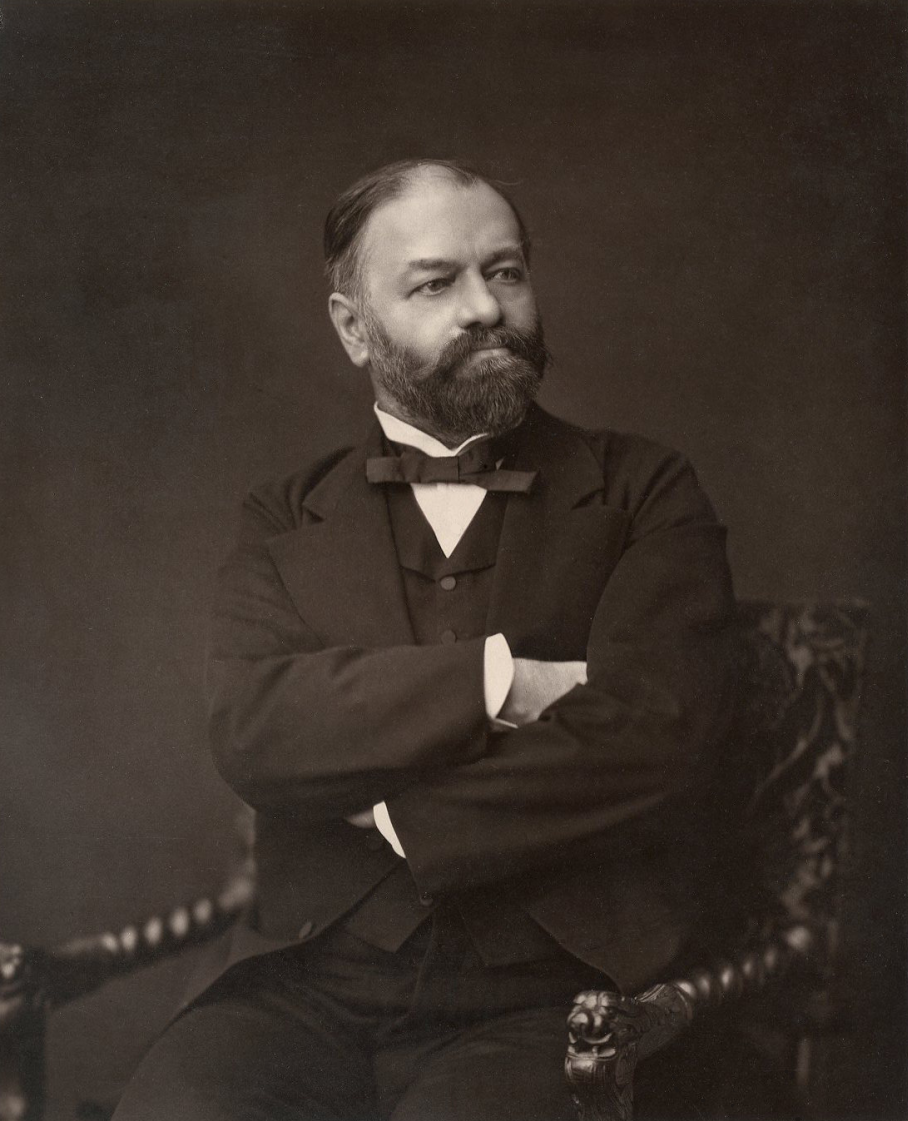
Луи-Адольф Кошри

Луи-Адольф Кошри (фр. Cochery; 1819, Париж — 1900) — французский политический деятель.
Был адвокатом, а после февральской революции 1848 года — начальником кабинета министра юстиции. Позднее издавал «Avenir national» и «L’indépendant de Montargis». На общих выборах в мае 1869 года был избран в законодательный корпус, примкнул к левому центру, сделал запрос правительству в июле 1870 года о кандидатуре принца Гогенцоллерна на испанский престол и высказался против войны. После 4 сентября 1870 года он был генеральным комиссаром народной обороны департамента Луары и участвовал в битвах под Орлеаном. Избранный в 1871 в Национальное собрание, позднее в палату депутатов, он сначала принадлежал к левому центру, но постепенно перешёл на сторону республиканской левой. В 1878 году был назначен министром почт и телеграфов и сохранял этот пост до 1885 года. В 1888 года стал сенатором.